# Vasyugan

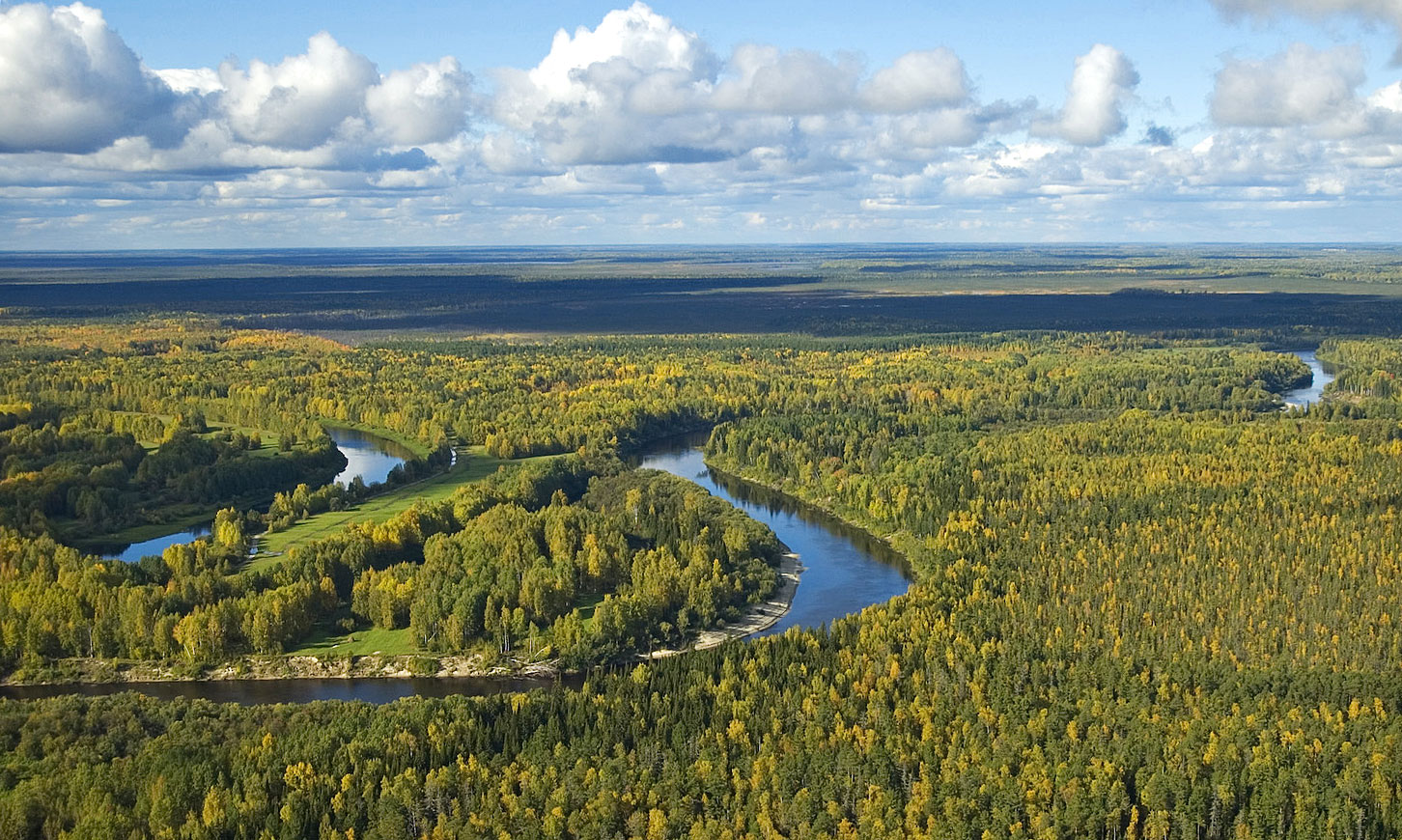
Sông Vasyugan tại Siberi

Vasyugan (tiếng Nga: Васюга́н) là một con sông ở miền nam đồng bằng Tây Siberi nước Nga. Đây là một chi lưu của sông Obi bên tả ngạn, dòng chảy của sông từ đầu nguồn là đầm lầy Vasyugan hoàn toàn nằm trong quận Kargasok của tỉnh Tomsk.
Sông có chiều dài 1.082 km, và có tàu bè có thể thông hành đến 886 km từ cửa sông, diện tích lưu vực là 61.800 km². Lưu lượng trung bình năm là: 345 m³/s, 10,9 km³/năm.
Các chi lưu:
- Hữu ngạn: Elizarovka, Petryakov, Half, Ershovka, Kalganak, Penorovka, Nyurolka, Winter, Chizhapka, Pasil, Silga, Naushki, Kochebilovka, Slogan.
- Tả ngạn: Big Petryakov, Listvenka, cow, Starica, Gorchakov, kyn, burbot, deaf, Chertala, Yagylyah, Egolyah, Olenevka Kelvat, Lontynyah, Katylga, Tscheremschanka, pond, Makhno, Nutcracker, Martynovka, Varingegan, Ehomyah, Chebachya, Kacharma Minor Kuletka.

Các khu tự quản (từ hạ du lên đầu nuông): Vasyugan Mới, Aypolovo, Tevriz Mới, Srednii Vasyugan, Berezovka Cũ, Ust-Chizhapka, Naunak, Staro Yugino, Novo Yugino, Bondarko.